# Красулино
Красу́лино (рос. Красулино) — село у складі Новокузнецького району Кемеровської області, Росія. Адміністративний центр Красулинського сільського поселення.

## Населення
Населення — 1216 осіб (2010; 1115 у 2002).
Національний склад (станом на 2002 рік):
- росіяни — 94 %